# Zamua
Zamua, tudi Mazamua, je bilo starodavno prediransko kraljestvo na ozemlju prejšnjega  kraljestva Lulubi, ki se je raztezalo od Urmijskega jezera do zgornjega toka reke Dijala. Ozemlje se približno ujema s sedanjo iraško provinco Sulejmanijo, ki se še vedno imenuje Zamua/Zamwa, v iraškem Kurdistanu. Središče Zamue je bilo na ravnici Šarazur. Ameka in Araštua  sta bili južni zamuanski kraljestvi. Plemenski poglavar (nasiku) z akadskim imenom Nur-Adad je bil zamuanski voditelj, ki je sprožil neuspešen upor proti asirski nadoblasti. Prebivalci Zamue so bili najverjetneje sorodni z Gutijci, ki so živeli vzhodno in južno od Zamue, in Huriti, ki so živeli severozahodno od nje.
Severne pokrajine Zamue v bližini Urmijskega jezera so bile znane kot Notranja Zamua. Najpomembnejša država v Notranji Zamui je bila Ida, eden od njenih najpomembnejših vladarjev pa Nikdera. 

## Akadsko obdobje (Simurum)
Iz akadskega obdobja pokrajine je stela simurskega kralja Idin-Sina in starobabilonskega obdobja. Najdena je bila v vasi Karačatan v iraškem Kurdistanu. Stela je zdaj v Muzeju Sulejmanije v Iraku. 

## Novoasirsko obdobje (Mazamua)
V novoasirskem obdobju je bila Mazamua asirska provinca z istoimenskim glavnim mestom (sedanja Sulejmanija). Zeribarsko jezero so Asirci šteli za notranjo Mazamuo. Iraška regija Slemani je bila pred ustanovitvijo sodobnega mesta leta 1784 znana kot Zamwa. Obdajajo jo gore Azmar (Ezmer), Gojdža (Goyje) in Kejvav (Qeywan) na severovzhodu, gora Baranan na jugu in hribovje Tasluja na zahodu. Mesto ima polsušno podnebje z zelo vročimi suhimi poletji in mrzlimi mokrimi zimami. 
Znano je pismo asirskega vladarja Sargona II.  Šaru-emuraniju, njegovemu guvernerju Mazamue.